# Sobralia purpurea
Sobralia purpurea är en orkidéart som beskrevs av Robert Louis Dressler. Sobralia purpurea ingår i släktet Sobralia och familjen orkidéer.
Artens utbredningsområde är Costa Rica. Inga underarter finns listade i Catalogue of Life.